# 1737
- Wikisource

| Calendário gregoriano                                                        | 1737 MDCCXXXVII                     |
| Ab urbe condita                                                              | 2490                                |
| Calendário arménio                                                           | 1186 – 1187                         |
| Calendário bahá'í                                                            | -107 – -106                         |
| Calendário budista                                                           | 2281                                |
| Calendário chinês                                                            | 4433 – 4434 Início a 31 de janeiro  |
| Calendário copta                                                             | 1453 – 1454                         |
| Calendário etíope                                                            | 1729 – 1730                         |
| Calendários hindus - Vikram Samvat - Calendário nacional indiano - Cáli Iuga | 1792 – 1793 1658 – 1659 4837 – 4838 |
| Calendário Holoceno                                                          | 11737                               |
| Calendário islâmico                                                          | 1150 – 1151                         |
| Calendário judaico                                                           | 5497 – 5498                         |
| Calendário persa                                                             | 1115 – 1116                         |
| Calendário rúnico                                                            | 1987                                |
| Calendário solar tailandês                                                   | 2280                                |

1737 (MDCCXXXVII, na numeração romana)  foi um ano comum do século XVIII do actual Calendário Gregoriano, da Era de Cristo, a sua letra dominical foi F (52 semanas), teve início a uma terça-feira e terminou também a uma terça-feira.
| Ano completo                       |
| ---------------------------------- |
| Ano comum com início à terça-feira |

## Eventos

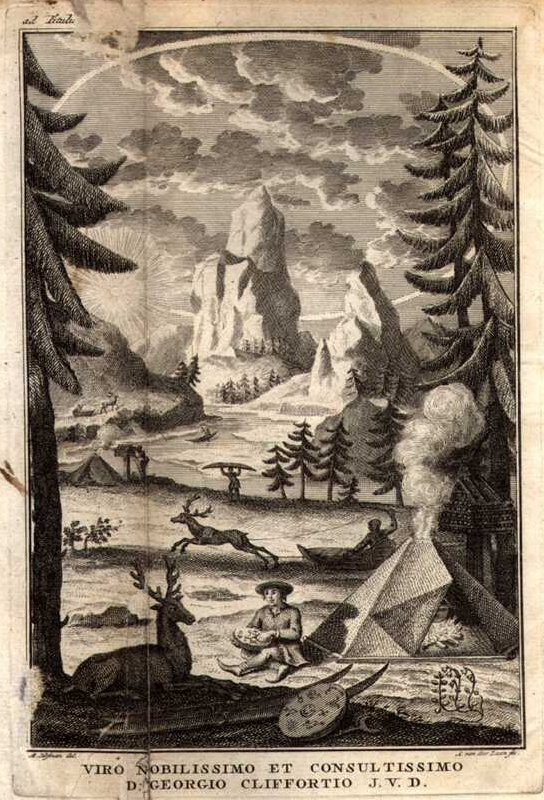
Imagem antes da folha de rosto da 1.ª edição da Flora lapponica do cientista sueco Lineu

- Abril — A ilha de Salsete, a último território de Bombaim sob domínio português é tomada Império Marata.[1]
- Lineu publica o seu primeiro trabalho científico a Flora lapponica, cinco anos depois da sua expedição científica à Lapónia, financiada pela Academia Real das Ciências da Suécia.

## Nascimentos
- 19 de janeiro — Bernardin de Saint-Pierre, escritor e botânico francês (m. 1814).
- 27 de abril - Edward Gibbon, historiador inglês.

## Mortes
- 5 de março — São João José da Cruz, confessor franciscano da 1ª ordem (n. 1654)
- 18 de dezembro — Antonio Stradivari, luthier italiano (n. 1644)

## Por tema
- 1737 na ciência
- 1737 na literatura